# GAU-13/A
GAU-13/A (oznaczenie fabryczne GE-430) – amerykańskie lotnicza armata wielolufowa.
Armata GAU-13/A powstała w wyniku zapotrzebowania na broń o masie i odrzucie mniejszych niż GAU-8/A Avenger, ale zasilanej tą samą amunicją – 30 mm. Według zamierzeń chciano skonstruować broń pozwalającą przekształcić dowolny samolot wielozadaniowy w maszynę szturmową mającą zbliżone do A-10 możliwości zwalczania czołgów. Armaty GAU-13/A były instalowane w zasobnikach GPU-5/A, które można było podwieszać pod takimi samolotami jak F-5, F-15 i F16.
W Stanach Zjednoczonych podstawowym nosicielem zasobników GPU-5/A były samoloty F-16A Air National Guard. Według planów miały one zastąpić A-10 w roli samolotów szturmowych. I wojna w Zatoce Perskiej wykazała jednak że duży odrzut GAU-13/A powoduje ze celność ognia jest niezadowalająca, a F-16 nie jest w stanie zastąpić A-10 w roli samolotu do zwalczania broni pancernej. W rezultacie armata GAU-13/A została wycofana z uzbrojenia US Armed Forces. Obecnie używana jest jeszcze przez niektóre kraje, które zakupiły w latach 80. zasobniki GPU-5/A.